# Alexander Fiske-Harrison
Œuvres principales
- The Pendulum (2008)
- Into The Arena: The World Of The Spanish Bullfight (2011)
- The Bulls Of Pamplona (2016)
- The Feldkirch Crossing And Other Fictions (2022)

Alexander Rupert Fiske-Harrison né le 22 juillet 1976, à Londres est un écrivain et un acteur britannique qui a produit des pièces pour les théâtres du West End de Londres, où il a également été comédien. Le journal The Times l'a surnommé « le matador-philosophe » car il a fait des recherches théoriques sur la tauromachie  mais aussi pratiques sur la corrida. Il a publié un livre sur le sujet Dans l'arène, le monde de la corrida espagnole qui a été sélectionné pour le prix William Hill du livre sportif de l'année 2011. La presse anglaise et espagnole a publié de nombreux articles sur lui. Ses nouvelles ont été présélectionnées à trois fois pour le Prix international Hemingway,,.

## Biographie
Fils d'un banquier de la Cité de Londres, il est issu d'une très ancienne famille anglaise, selon le site officiel des Fiske-Harrison. La presse espagnole s'est beaucoup fait l'écho de ce gentleman qui entre dans l'arène. Après des études à Eton, Oxford et Londres en biologie et en philosophie il a publié des articles a dans le  Sunday Times,  le New York times, le Financial Times, et divers magazines: GQ, The Spectator. Il est aussi apparu à la télévision américaine CNN  et anglaise, la BBC. On l'a vu sur Al-Jazeera, National Public Radio des États-Unis et Australian Broadcasting Corporation.
Fiske-Harrison est fiancé à Klarina Pichler, joueuse de polo professionnelle autrichienne et capitaine de Las Sacras Romanas - 'Les Saints Romans' - une équipe internationale de polo. Elle est parent éloigné du baron Leonhard Pichler von Weitenegg de la vieille noblesse souabe, seigneur de Hornstein  et Seibersdorf, et conseiller de la chambre de la cour du Ferdinand Ier (empereur du Saint-Empire).

## Le coureur de taureaux
Il a eu pour professeur de tauromachie  le matador amateur, Adolfo Suárez Illana, fils de l'ancien président d'Espagne. Il a également appris de ses  amis Juan José Padilla, Cayetano Rivera Ordóñez et Eduardo Dávila Miura Il a fait une apparition remarquée en tuant  un toro bravo de hierro (fer) de Saltillo de Moreno de la Cova  au cours d'une tienta devant le mundillo des toreros et des ganaderos de Séville et de Ronda. Il a déclaré au journal ABC Sevilla, qu'il y avait une certaine hypocrisie vis-à-vis de la corrida en Angleterre, sachant qu'on y sacrifie plus de (es) 850 millones de pollos (850 millions de poulets) pour manger.

Le Daily Mail  dit  qu'Alexander 

« (en) : develops a taste for the whole gruesome spectacle, but what makes the book work is that he never loses his disgust for it. (fr) traduction : a pris goût à ce spectacle macabre, et ce qui fait le succès de son livre est qu'il n'a jamais perdu son dégoût pour cela. »

, sans préciser comment se manifestait ce dégoût.  En 2011, la presse a beaucoup glosé sur le livre d'Alexander, du Financial Times aux revues littéraires, et jusqu'en 2013.
Alexander  Fiske-Harrison a donné des conférences sur  la tauromachie à l'Université de Séville (en espagnol), à l'Université d'Oxford présenté la culture du taureau à l'Ambassadeur du Royaume d'Espagne au Royaume-Uni, Federico Trillo, dans le Reform Club à Londres, et il a reçu un prix pour la publication d'un ouvrage sur les encierros de Cuéllar, un village au Castille-et-León où les encierros sont une des plus anciennes tradition d'Espagne. Il fait partie d'une équipe des coureurs du monde, qui participent à l'encierro des Fêtes de San Fermín à Pampelune.
Fiske-Harrison est rédacteur en chef et auteur de The Bulls Of Pamplona, ses co-auteurs dont John Hemingway, petit-fils d'Ernest Hemingway, Beatrice Wells, fille d'Orson Welles, et le maire de Pampelune.  

## Galerie

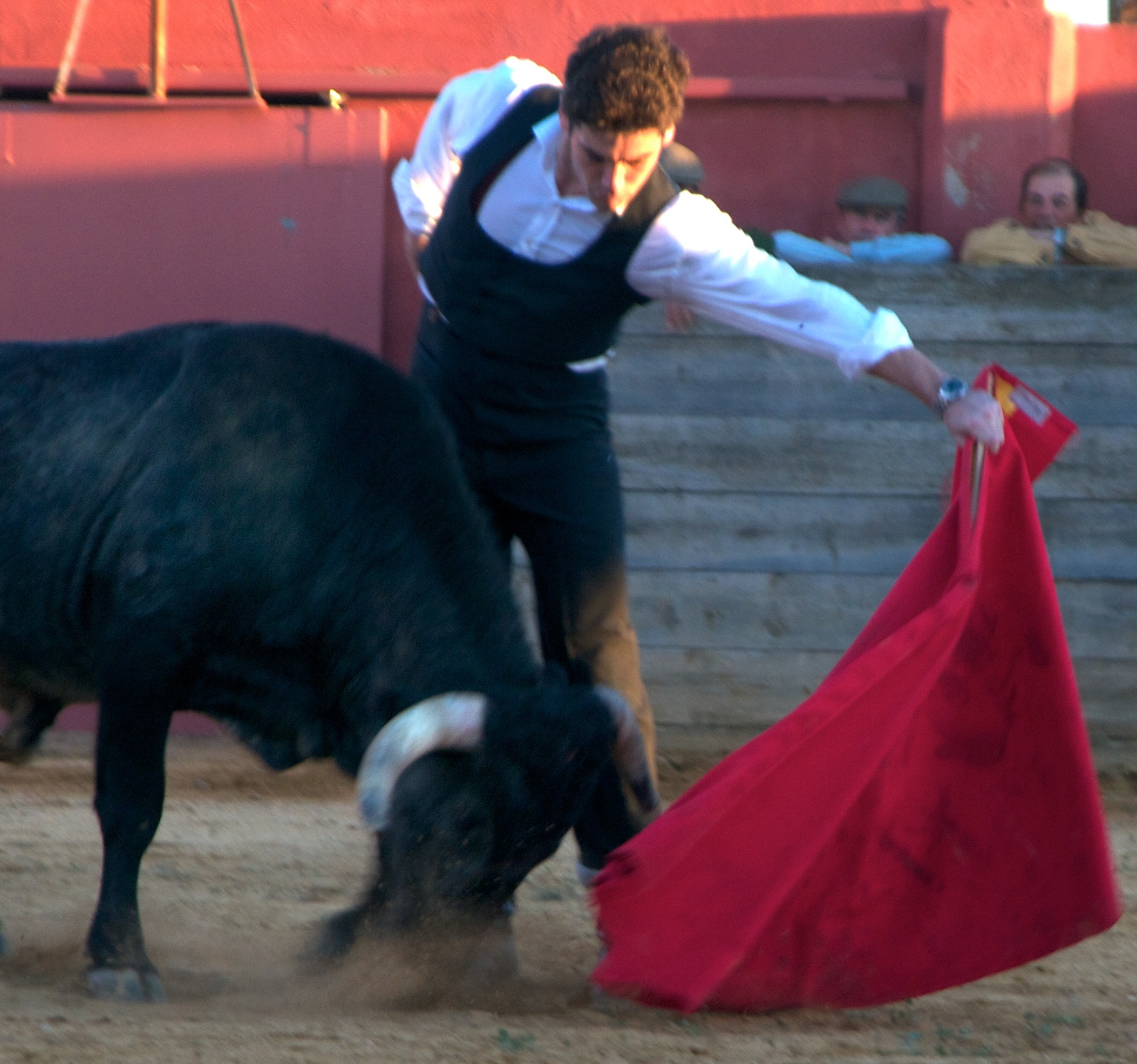
Fiske-Harrison 'toreando' un taureau de Saltillo
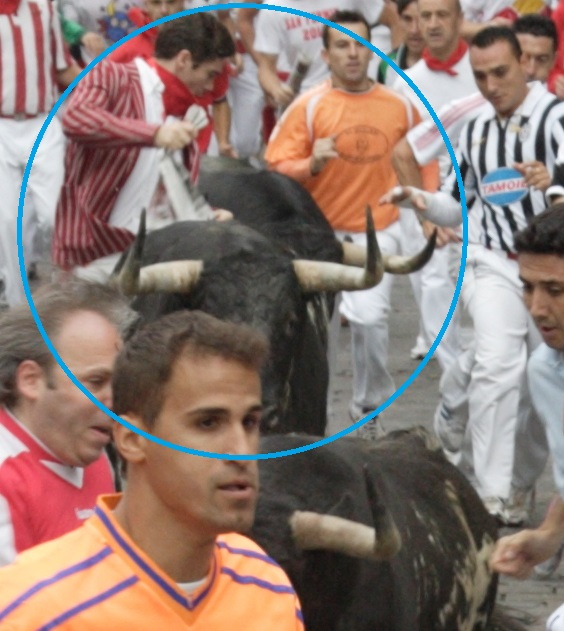
Fiske-Harrison, la course entre deux taureaux de Torrestrella dans la rue de Estafeta en Pampelune, le 7 juillet 2011, à la veste rouge.